# Rejomulyo (Kras)
Rejomulyo is een bestuurslaag in het regentschap Kediri van de provincie Oost-Java, Indonesië. Rejomulyo telt 2595 inwoners (volkstelling 2010).